# 逢妻村 (愛知県碧海郡)
逢妻村（あいづまむら）は、かつて愛知県碧海郡にあった村である。現在の刈谷市の一部（逢妻町・高津波町・熊町など）に該当する。

## 地理
碧海台地の西端、逢妻川の下流西岸（左岸）に位置する。西部を流れる逢妻川が名称の由来である。

## 歴史

### 逢妻村発足前
高津波村
かつては浸食谷が潟を形成していたことから高津潟と称していたが、衣浦湾（三河湾）の波が打ち寄せることから高津波となった。江戸時代には刈谷藩領だった。刈谷城にも近いことから、宝永2年（1705年）には家中屋敷外の田畑が約100石あった。近世のはじめは池鯉鮒宿の助郷村だったが、延享3年（1746年）には助郷役を免除されて刈谷城の城下役となった。1876年（明治9年）の戸数は91、人口は402。
熊村
江戸時代には刈谷藩領だった。集落の中心は台地上にあったが、逢妻川沿いの低地の干拓を進め、さらには東側の荒野も切り開いていった。刈谷城にも近いことから、宝永2年（1705年）には家中屋敷外の田畑が約100石あり、台地西部には侍屋敷もあった。近世のはじめは池鯉鮒宿の助郷村だったが、延享3年（1746年）には助郷役を免除されて刈谷城の城下役となった。1868年（明治初年）には江戸から70軒分の藩士が熊村にやってきたが、次第にちりぢりになっていった。1876年（明治9年）の戸数は255、人口は965。

### 逢妻村発足後
1889年（明治22年）10月1日には町村制により、高津波村と熊村が合併して逢妻村が発足した。1891年（明治24年）の戸数は253、人口は1,276。

### 年表
- 1889年（明治22年）10月1日 - 町村制により、高津波村と熊村が合併して逢妻村が発足。
- 1906年（明治39年）5月1日 - 刈谷町・重原村・小山村・元刈谷村と合併して刈谷町が発足。逢妻村は廃止。大字高津波と大字熊は継承された[1]。

## 名所・旧跡
- 山の神遺跡 - 高津波。縄文時代中期後葉の遺跡[1]。1954年（昭和29年）に竪穴建物跡が発見された[2]。建物跡は一辺約4mの方形であり、土器・打製石斧・無茎石鏃・石錘などが出土している[2]。「刈谷西部の縄文遺跡」として愛知県指定史跡[2]。刈谷市立刈谷東中学校敷地内[2]。
- 市杵島神社 - 高津波。村社[1]。創建年は定かでない[3]。1891年（明治22年）に現在地に遷座した[3]。
- 熊野神社 - 熊。村社。延宝9年（1681年）創建[4]。刈谷城の東北にあることから鬼門除の神として崇拝され、代々の刈谷藩主が社殿を造替した[4]。
- 金勝寺 - 高津波。真宗大谷派の寺院。開基は1483年（文明16年）[1]。
- 医王寺 - 高津波。曹洞宗の寺院。刈谷城の鬼門にあたる[1]。1887年（明治20年）官営鉄道（現在のJR東海道本線）開通時には一部が鉄道用地となった。「竹香田部井君之碑」がある。
- 安養寺 - 熊。真宗大谷派の寺院[1]。当初は天台宗だった[1]。「河目正平先生之碑」がある。永坂杢兵衛作の獅子留蓋瓦がある。

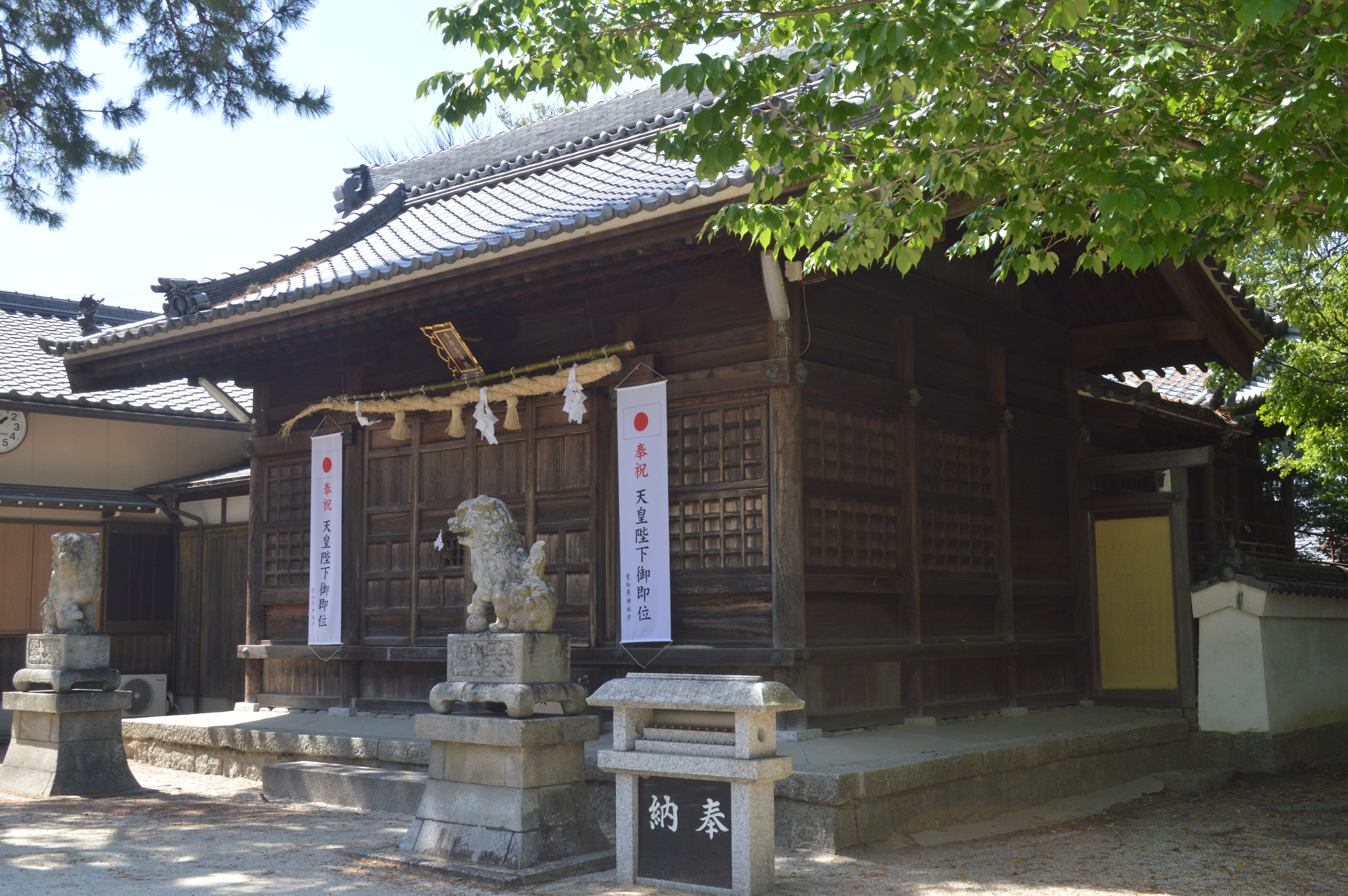
市杵島神社
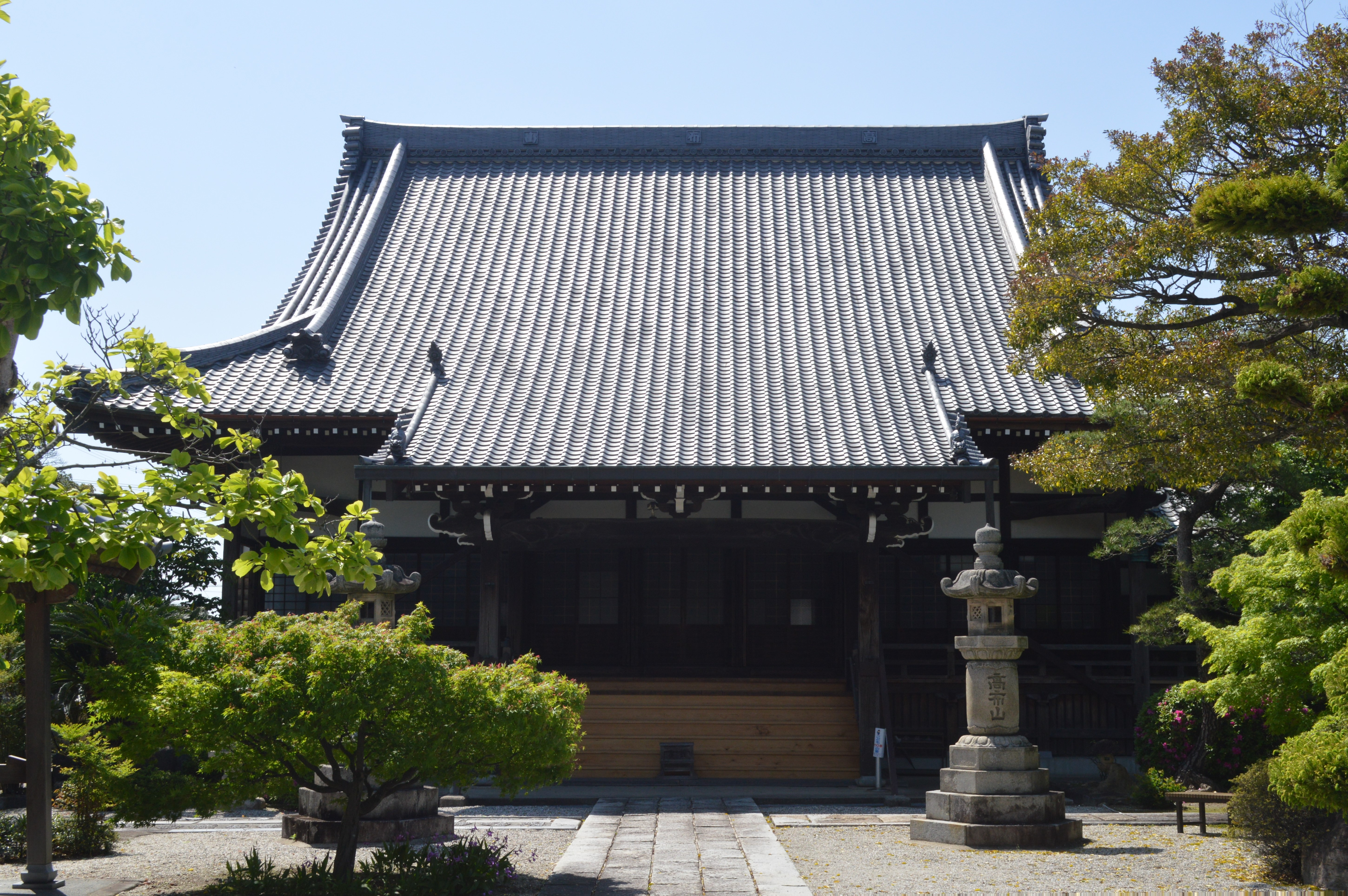
金勝寺
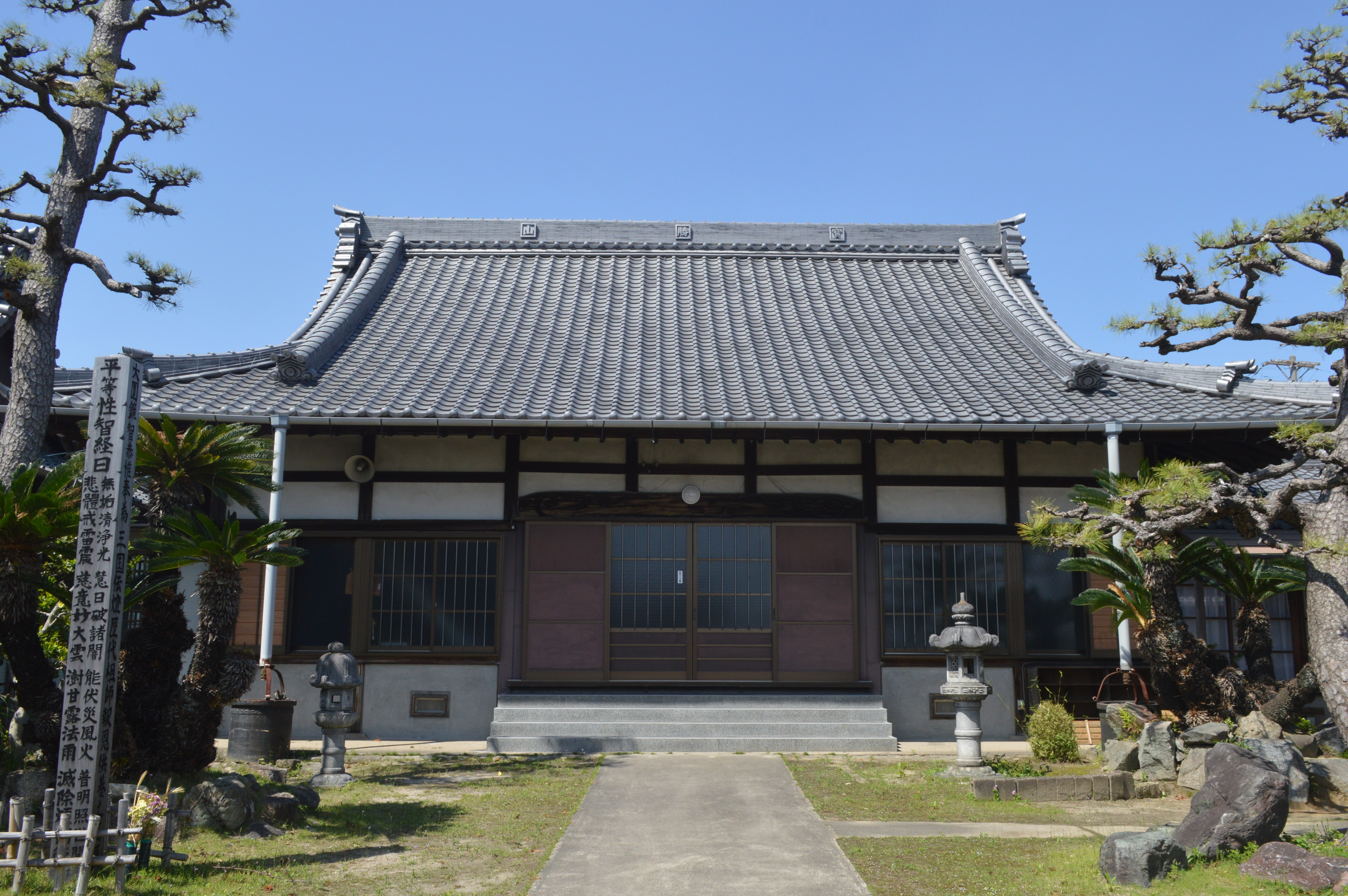
医王寺
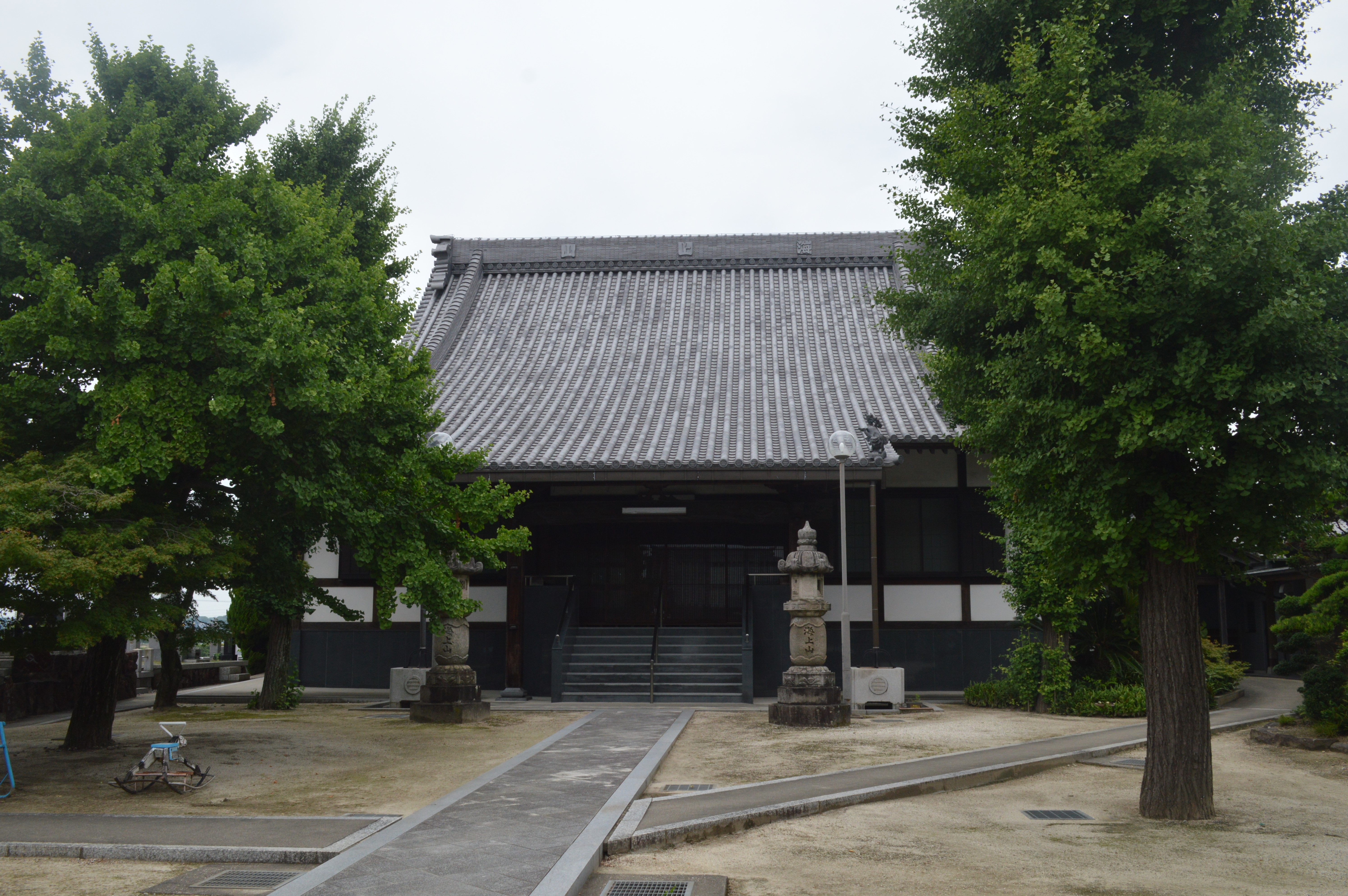
安養寺

## 出身者
- 中島秋挙 - 俳人。
- 田部井鉚太郎 - 教育者。医王寺境内には「竹香田部井君之碑」がある[5]。田部井勝蔵の兄。
- 田部井勝蔵 - 教育者・豊橋市長。田部井鉚太郎の弟。
- 河目正平 - 教育者。安養寺境内には「河目正平先生之碑」がある[6][7]。河目悌二の父。
- 河目悌二 - 童画家。河目正平の二男。